# Voyage (filme)
Voyage é um filme de drama de 2013 do aclamado cineasta de Hong Kong Scud, o nome de crédito de produção de Danny Cheng Wan-Cheung. É descrito como "uma história trágica sobre o amor, o destino e a luta de perder entes queridos", e teve sua estreia mundial em 20 de outubro de 2013 no Festival Internacional de Cinema de Chicago. Foi filmado em Hong Kong, Mongólia, Malásia, Austrália, Alemanha e Países Baixos, e é o primeiro filme do diretor parcialmente realizado fora da Ásia, e também o primeiro a ser filmado principalmente na língua inglesa. Ele explora vários temas tradicionalmente considerados 'tabu' na sociedade de Hong Kong de uma forma incomumente aberta e que desafia as convenções, e apresenta nudez frontal masculina em várias cenas.

## Elenco principal
- Ryo van Kooten ... Ryo
- Sebastian Castro ... Sebastian
- Adrian Ron Heung ... Adrian
- Leon Hill ... Pai de Ryo
- Haze Leung ... Ming
- Byron Pang ... Yuan
- Jason Poon ... Jip
- Debra Baker ... Suzanna Schwaering
- Siu Yam-yam ... Lady Red
- Linda So ... Linda So
- Leni Speidel ... Leni